# Petar Krelja
Petar Krelja (Štip, 24. lipnja 1940. – Zagreb, 20. rujna 2024.) bio je hrvatski dokumentarist, filmski kritičar, filmski urednik na Prvom programu Hrvatskog radija (prije Radio Zagreba).
Diplomirao je komparativnu književnost na Filozofskom fakultetu u Zagrebu. Bavi se filmom od kraja šezdesetih godina prošlog stoljeća. Snimio je oko 240 filmova, najviše dokumentarnih. Najviše je radio emotivno angažirane dokumentarne filmove o društvenim autsajderima, osobito djeci i mladima (npr. "Povratak", 1975.; "Prihvatna stanica", 1977.) te o neobičnim društveno - psihološkim fenomenima (npr. "Ponude pod broj", 1969.; "Coprnice", 1971.) te izravnim društveno-kritičkim naslovima ("Recital", 1972.; "Splendid Isolation", 1973.). 
U devedesetima, teme mu postaju sudbine ratnih prognanika i stradalnika (npr. Zoran Šipoš i njegova Jasna, 1992.; "Suzanin osmjeh", 1993.).
Najpoznatiji mu je igrani film "Vlakom prema jugu" (1981.), komedija iz života stanara Novog Zagreba, oslonjena na tradiciju Kreše Golika, o kojem je napisao monografiju "Golik" (1997.).
U mirovini je snimao dokumentarne filmove i pisao knjige o filmu. Preminuo je 20. rujna 2024. u Zagrebu. 

## Cjelovečernji igrani filmovi
- Godišnja doba (1979.)
- Vlakom prema jugu (1981.)
- Stela (1990.)
- Ispod crte (2003.)

## Dokumentarni filmovi
- Ponude pod broj... (1969.)
- Budnica (1971.)
- Coprnice (1971.)
- Recital (1972.)
- Splendid isolation (1973.)
- Povratak (1975.)
- Njegovateljica (1976.)
- Prihvatna stanica (1977.)
- Vrijeme igre (1977.)
- Radni tjedan (1978.)
- Treća smjena (1981.)
- Na primjeru mog života (1984.)
- Mariška band (1986.)
- I Bach i Tae Kwon Do (1986.)
- 32 nadnice (1987.)
- Poslije štrajka (1988.)
- Viktorov let (1989.)
- Kovačica (1990.)
- Ljubičin dar (1991.)
- Zoran Šipoš i njegova Jasna (1992.)
- Na sporednom kolosijeku (1992.)
- Ana i njezina braća (1992.)
- Suzanin osmijeh (1993.)
- Treći Božić (1993.)
- Kukuruzni put (1993.)
- Ana i Josip u carskom gradu (1995.)
- Tinov povratak u Vrgorac (1995.)
- Evina klasa (1995.)
- Croatian Blue Hawaii (1995.)
- Stari Grad moje mladosti (1997.)
- Moj brat Ante (1998.)
- Američki san (1998.)
- Fantastične životinje Milka Kelemena (1998.)
- Stari Grad njihove mladosti (2000.)
- Spaljeno sunce (2001.)
- Maratonac (2004.)
- Anina američka adresa (2005.)
- Moja susjeda Tanja (2006.)
- Preko granice (2008.)
- Ptice (2009.)
- Slomljeno krilo (2012.)
- Slavenka ili o boli (2013.)
- Oluje se uvijek vraćaju kući (2014.)